# Huracán Jova (2011)
El huracán Jova fue un poderoso huracán de categoría 3 en el Pacífico que tocó tierra en el suroeste de México en octubre de 2011. La décima tormenta nombrada, noveno huracán y quinto huracán mayor de la temporada de huracanes del Pacífico de 2011, Jova se desarrolló a partir de una perturbación tropical que se formó inicialmente el 5 de octubre. La perturbación se organizó de manera constante y adquirió mayor actividad de tormenta eléctrica durante las horas siguientes, y se convirtió en una depresión tropical a primeras horas del 6 de octubre. La depresión se fortaleció hasta convertirse en la tormenta tropical Jova más tarde ese mismo día. Moviéndose generalmente hacia el norte, la cizalladura del viento inicialmente impidió que Jova se fortaleciera mucho hasta que el establecimiento de condiciones más favorables el 8 de octubre permitió que Jova comenzara a intensificarse. Alcanzó la fuerza de huracán ese día mientras se desplazaba hacia el este, y la categoría de huracán mayor el 10 de octubre después de un período de intensificación constante. Jova alcanzó su intensidad máxima al día siguiente como un huracán de categoría 3 de alta gama, con vientos máximos sostenidos de 125 mph (205 km/h) y una presión barométrica mínima de 955 mbar (28,20 inHg). Jova se debilitó ligeramente al acercarse a la costa del Pacífico mexicano y tocó tierra cerca de Barra de Navidad, Jalisco, el 12 de octubre como un huracán de categoría 2 que aún se mantenía potente. La tormenta se debilitó rápidamente a medida que avanzaba tierra adentro y se disipó más tarde ese mismo día.
Se emitieron alertas y avisos de ciclón tropical para gran parte de la costa oeste de México antes de la llegada de la tormenta, extendiéndose desde Nayarit hasta Michoacán. Los puertos de Puerto Vallarta y Manzanillo permanecieron cerrados, dejando varados algunos buques de carga. Se abrieron refugios de evacuación en todo Jalisco. Jova trajo vientos destructivos, lluvias torrenciales y deslizamientos de tierra mortales, principalmente a los estados mexicanos de Jalisco y Colima, causando la muerte de nueve personas y seis heridos. Se dañaron carreteras e infraestructura, y 107,000 clientes de electricidad se quedaron sin suministro eléctrico. Las pérdidas causadas por Jova ascendieron a aproximadamente MXN$2,75 mil millones (US$204 millones).

## Historia meteorológica
Durante las horas de la tarde del 3 de octubre de 2011, un área de chubascos y tormentas eléctricas se había alejado de la costa colombiana. Moviéndose lentamente hacia el oeste, el área de clima perturbado comenzó a ganar más convección, y al día siguiente, el Centro Nacional de Huracanes (CNH) comenzó a monitorear la perturbación. En el transcurso del día siguiente, el área de baja presión se definió mejor y la convección asociada con la baja se hizo más consolidada. Por lo tanto, el Centro Nacional de Huracanes mejoró sus posibilidades de que el bajo se convierta en un ciclón tropical al 50%. En condiciones favorables, el área de tiempo perturbado continuó a organizarse rápidamente, y tarde el 5 de octubre, el Centro Nacional de Huracanes comenzó a emitir avisos sobre la depresión tropical Diez-E, que se encuentra 625 millas (1,005 kilómetros) al sur de Manzanillo, Colima, México. Incrustada en un entorno favorable para un mayor fortalecimiento, la depresión se organizó lentamente, y se convirtió en una tormenta tropical a las 21:00 UTC del 6 de octubre, mientras se movía hacia el noroeste en respuesta a una cordillera subtropical debilitada.
La cizalladura moderada afectó a Jova a lo largo del día el 7 de octubre, cuando la circulación de bajo nivel se localizó principalmente justo al norte del área de convección profunda. Sin embargo, la cizalladura disminuyó el 8 de octubre, y posteriormente, Jova se actualizó a un huracán de categoría 1 en la escala de huracanes de Saffir-Simpson durante las horas de la tarde del 8 de octubre mientras se desplazaba hacia el este-noreste. El 9 de octubre, la tormenta se actualizó a un huracán de categoría 2 con una evidente característica ocular evidente. Al día siguiente, Jova comenzó una ronda de intensificación rápida y se convirtió en un huracán importante, con vientos máximos sostenidos de 120 millas por hora (190 km/h).
Avanzando hacia el este, Jova alcanzó su punto máximo como una fuerte huracán categoría 3 con vientos sostenidos de 125 mph (205 km/h) y una presión de 955 mbar (28.2 inHg), justo por debajo de la intensidad de huracán categoría 4. Jova tocó tierra como un huracán de categoría 2 con vientos sostenidos de 100 mph (155 km/h) y una presión de 975 mbar (28.8 inHg) en La Huerta, Jalisco el 12 de octubre de 2011, y se debilitó rápidamente en México. Poco después de tocar tierra, Jova se disipó rápidamente a un mínimo remanente, a principios del 13 de octubre.

## Preparaciones
En la duración de Jova, el Centro Nacional de Huracanes predijo que golpearía al suroeste de México como un huracán en su pronóstico de cinco días. A partir del 8 de octubre, el Centro Nacional de Huracanes aconsejó a los residentes en México que monitoreen el camino de Jova. Al día siguiente, el gobierno mexicano emitió un aviso de huracán desde Punta San Telmo en el suroeste de Michoacán hasta Cabo Corrientes, Jalisco, con una alerta de tormenta tropical que se extiende más al sur hasta Lázaro Cárdenas, Michoacán. Seis horas después, los relojes se actualizaron a sus respectivas advertencias de intensidad. Un día después, se emitió una alerta de tormenta tropical al norte del área de advertencia de huracanes a San Blas, Nayarit.
En Puerto Vallarta, el puerto estaba cerrado. Los residentes subieron a las tiendas y se quedaron en casa y los pescadores se abastecieron de comida y agua, aunque algunas personas no se prepararon como lo hicieron en el huracán Kenna, el último gran huracán que tuvo graves efectos en la región. Los hoteles estaban desiertos y las tiendas estaban cerradas. Aunque no se ordenaron evacuaciones obligatorias para la ciudad, las empresas fueron cerradas y tapiadas en las ciudades cercanas. Funcionarios en Jalisco abrieron 70 refugios en 11 municipios. El puerto de Manzanillo estaba cerrado; 13 buques de carga se atascaron después de que el puerto se cerró.

## Impactos
Nueve personas murieron por la tormenta, y seis personas resultaron heridas. Una mujer de 71 años se ahogó en Colima después de que una fuerte corriente arrastrara el automóvil en el que viajaban ella y su hijo. En el vecino estado de Jalisco, el huracán Jova provocó un deslizamiento de tierra en la ciudad de Cihuatlán, justo tierra adentro desde la costa, que barrió una casa y finalmente causó la muerte de una mujer de 21 años y a su hija. Las inundaciones arrasaron un puente y destruyeron tramos de carreteras que salen de Manzanillo. Varios caminos fueron dañados por la tormenta y los deslizamientos de tierra e inundaciones bloquearon tres carreteras principales que conectan ciudades en los estados de Jalisco y Colima. Los cortes de energía que resultaron debido a Jova afectaron a 107,000 clientes de electricidad.
En todo Jalisco, las pérdidas de Jova llegaron a 1.3 millones de pesos ($96,1 millones de dólares) y aproximadamente 46.280 personas se vieron afectadas. En Colima, las pérdidas preliminares para la industria del turismo se estimaron en 170 millones de pesos ($12,7 millones de dólares). El daño infrastructural por la tormenta en Colima alcanzó 1.283 millones de pesos ($94.87 millones de dólares).